# L-DOPS
Az L-DOPS (L-treo-dihidroxifenilszerin; Droxidopa; SM-5688) egy pszichoaktív gyógyszer és szintetikus aminosav prekurzor, amely a noradrenalin és az adrenalin (neurotranszimetterek) előanyagaként viselkedik. A noradrenalinnal és az adrenalinnal ellentétben az L-DOPS képes átjutni a vér-agy gáton.

## Fordítás
- Ez a szócikk részben vagy egészben a L-DOPS című angol Wikipédia-szócikk ezen változatának fordításán alapul.  Az eredeti cikk szerkesztőit annak laptörténete sorolja fel. Ez a jelzés csupán a megfogalmazás eredetét és a szerzői jogokat jelzi, nem szolgál a cikkben szereplő információk forrásmegjelöléseként.